# Vrchy (Neustupov)
Vrchy jsou osada v okrese Benešov, je součástí obce Neustupov. Leží cca 1 km jihovýchodně od Neustupova. Jsou zde evidovány 3 adresy. Vrchy leží v katastrálním území Neustupov.

## Historie
První písemná zmínka o vesnici pochází z roku 1652.